# Ночной полёт (альбом)
Ночной полёт — четвёртый студийный альбом группы «Неприкасаемые». Записан в 2001—2002 годах на студиях «МДМ» и «Турне». Релиз состоялся в 2002 году.

## Композиции
Автор песен Игорь Сукачёв кроме отмеченных
1. Сре-тен-ка — 4:28
2. Трусики «Бобо» — 7:02
3. Грязная Песня (Дмитрий Варшавчик) — 4:54
4. Чёрная Весна — 3:43
5. Свободу Анджеле Дэвис — 4:22
6. Серенькие Ёжики (Дмитрий Варшавчик) — 1:53
7. Ночной Полёт — 5:34
8. Людоед Пойман — 4:40
9. Моя бабушка курит трубку — 6:01
10. Полюби меня — 5:02
11. Самый маленький звук — 2:24

## Музыканты
- Гарик Сукачёв — вокал, акустическая гитара
- Рушан Аюпов — клавишные, баян
- Дмитрий Варшавчик — гитары, мандолина, бэк-вокал
- Алексей Осташев — бас-гитара, контрабас
- Пётр Тихонов — труба, баритон, туба, бэк-вокал
- Елена Филиппова — саксофоны, скрипка, бэк-вокал
- Александр Митрофанов — ударные инструменты

## Приглашённые музыканты
- Виктор Медведев — клавишные («Ногу Свело»)
- Алексей Белов — гитара, клавишные («Gorky Park»)
- Анжела Маркова — бэк-вокал (ансамбль п/у В. Назарова)
- Алла Майорова — бэк-вокал (ансамбль п/у В. Назарова)
- Елена Казакова — бэк-вокал (ансамбль п/у В. Назарова)
- Михаил Спасский — виолончель